# کلوئه ولد
کلوئه ولد (انگلیسی: Chloe Van de Velde؛ زادهٔ ۶ ژوئن ۱۹۹۷) بازیکن فوتبال اهل بلژیک است.
وی همچنین در تیم ملی فوتبال زنان بلژیک بازی کرده‌است.